# Vaterpolo klub Partizan
Le Vaterpolo klub Partizan (VK Partizan) est la section water-polo du club serbe du Partizan Belgrade. Il a remporté six fois la coupe d'Europe des clubs champions dans les années 1960 et 1970.

## Historique
La section de water-polo apparaît en 1946, peu après la création du club omnisports Partizan.
L'équipe masculine accède au championnat de Yougoslavie en 1952 qu'elle remporte quatorze fois en dix-sept éditions de 1963 à 1979, avant de reprendre le titre trois fois dans les années 1980. Dans cette période, seul le HAVL Mladost de Zagreb, puis le VK Jug de Dubrovnik parviennent à le concurrencer.
En 1986, pour sa participation aux succès yougoslaves en water-polo, le club est décoré de l'ordre du Mérite pour le peuple.
Au temps de la Serbie-et-Monténégro, de la saison 1991-1992 à 2005-2006, il remporte le championnat deux fois en 1994 et 2002, mais est présent dans les compétitions européennes avec une coupe des vainqueurs de coupe en 1991 et un trophée de la LEN en 1998.
Depuis l'institution du championnat de Serbie, en 2006-2007, il a terminé champion des cinq premières éditions.

## Palmarès

### Europe
- 2 Supercoupe : 1991, 2012
- 1 Euroligue : 2011.
- 6 coupes des clubs champions : 1964, 1966, 1967, 1971, 1975 et 1976.
- 1 coupe des vainqueurs de coupe : 1990-1991.
- 1 trophée de la LEN : 1998.
- 1 coupe COMEN : 1989.
- 2 Euro Interliga : 2010[2],[3] et 2011[4].
- 2 coupe Tom Hoad : 2006, 2011

### National
- 17 titres de champion de Yougoslavie : 1963, 1964, 1965, 1966, 1968, 1970, 1972, 1973, 1974, 1975, 1976, 1977, 1978, 1979, 1984, 1987 et 1988.
- 2 titres de champion de Serbie-et-Monténégro : 1995 et 2002.
- 10 titres de champion de Serbie : 2007, 2008, 2009, 2010, 2011, 2012, 2015, 2016, 2017 et 2018[5].
- 26 coupes nationales de ces trois entités successives :
  - coupe de Serbie en 2010-2011[6].